# 3 mars 1837
Le 3 mars 1837 est le 62e jour de l'année 1837 du calendrier grégorien. Il s'agit d'un vendredi. 

## Événements
- La veille de la fin de son mandat, Andrew Jackson nomme Alcée Louis la Branche chargé d'affaires au Texas, reconnaissant ainsi officiellement l'indépendance de la république du Texas.
- Le Eighth and Ninth Circuits Act (loi sur les huitième et neuvième circuits) crée les septième et huitième siège de la Cour suprême des États-Unis. Le Judiciary Act de 1789 prévoyait un effectif de cinq juges, en plus du président. Le sixième siège est créé le 24 février 1807. Le neuvième siège est ajouté le 3 mars 1863.[réf. nécessaire]
- Abraham Lincoln, alors député de l'Illinois, publie une protestation officielle contre l'adoption d'une résolution anti-abolitionniste par l'État d'Illinois un mois plus tôt [1].

## Cours de la bourse
| Valeur              | Ouverture | Clôture | Plus haut | Plus bas |
| ------------------- | --------- | ------- | --------- | -------- |
| 5 %, fin courant    | 79,75     | 79,65   | 79,75     | 79,60    |
| 3 %, fin courant    | 109,90    | 109,80  | 109,90    | 109,80   |
| Naples, fin courant | 98,15     | 98,10   | 98,15     | 98,05    |

Selon le bulletin financier du Journal des Débats, « Il y a eu moins d’activité qu’hier dans les affaires. Les cours de nos fonds ont été faibles, et la tendance à la baisse existait encore à la clôture. ».

## Arts et divertissements
- Création de Stradella (en), opéra de Louis Niedermeyer

## Naissances
- Jacques Charles René Achille Duchesne, journaliste français